# Danh sách bài hát về chiến tranh Việt Nam
Đây là danh sách liệt kê các bài hát liên quan hoặc được sáng tác trong chiến tranh Việt Nam.

## Tiếng Việt
Chú thích:
- Nhạc đỏ
- Nhạc vàng
- Nhạc trắng

| Thể loại | Năm            | Tên bài hát                                       | Tác giả                                          | Nguồn                |
| -------- | -------------- | ------------------------------------------------- | ------------------------------------------------ | -------------------- |
|          | 1968           | Anh hùng đâu cứ phải mày râu                      | Vũ Trọng Hối                                     | [ 1 ]                |
|          | 1971           | Anh không chết đâu anh                            | Trần Thiện Thanh                                 |                      |
|          |                | Anh lái xe đường dây                              | Nguyễn Hữu Tuấn                                  |                      |
|          | 1965           | Anh phi công ơi!                                  | Xuân Giao                                        | [ 2 ]                |
|          | 1971           | Anh quân bưu vui tính                             | Đàm Thanh                                        | [ 3 ] [ 4 ]          |
|          |                | Anh thương binh rèn dao                           | Đỗ Nhuận                                         | [ 5 ]                |
|          | 1964           | Anh vẫn hành quân                                 | Huy Du, Trần Hữu Thung                           | [ 6 ] [ 7 ] [ 8 ]    |
|          | 1970           | Bác đang cùng chúng cháu hành quân                | Huy Thục                                         | [ 9 ] [ 10 ]         |
|          | 1970           | Bài ca bên cánh võng                              | Nguyên Nhung                                     | [ 11 ] [ 12 ]        |
|          | 1945           | Bài ca chiến sĩ hải quân                          | Văn Cao                                          | [ 13 ]               |
|          |                | Bài ca chiến thắng                                | Nguyễn Đức Toàn                                  |                      |
|          |                | Bài ca dành cho những xác người                   | Trịnh Công Sơn                                   |                      |
|          | 1968           | Bài ca dân quân tự vệ thủ đô                      | Doãn Nho, Xuân Thiêm                             | [ 14 ]               |
|          | 1969           | Bài ca đất nước anh hùng                          | Lưu Cầu                                          | [ 15 ] [ 16 ] [ 17 ] |
|          | 1971           | Bài ca về đường 9                                 | Huy Du                                           | [ 18 ] [ 19 ]        |
|          |                | Bài ca cho người đi giữ quê hương                 | Trương Quốc Khánh                                |                      |
|          | 1966           | Bài ca giao thông vận tải                         | Hoàng Vân                                        | [ 20 ] [ 21 ] [ 22 ] |
|          | 1966           | Bài ca Hà Nội                                     | Vũ Thanh                                         | [ 23 ] [ 24 ] [ 25 ] |
|          | 1958           | Bài ca hy vọng                                    | Văn Ký                                           |                      |
|          | 1982           | Bài ca không quên                                 | Phạm Minh Tuấn                                   |                      |
|          |                | Bài ca may áo                                     | Xuân Hồng                                        |                      |
|          | Thập niên 1960 | Bài ca người chiến sĩ áo trắng                    | Hoàng Vân                                        |                      |
|          |                | Bài ca người chiến sĩ hải quân                    | Thanh Trúc                                       |                      |
|          | 1966-1968      | Bài ca người giáo viên nhân dân                   | Hoàng Vân                                        |                      |
|          |                | Bài ca người nữ tự vệ Sài Gòn                     | Phạm Minh Tuấn                                   |                      |
|          | 1964           | Bài ca người săn máy bay                          | Văn Lưu                                          |                      |
|          |                | Bài ca phụ nữ Việt Nam                            | Nguyễn Văn Tý                                    |                      |
|          |                | Bài ca tình yêu                                   | Doãn Nho                                         |                      |
|          |                | Bài ca Trường Sơn                                 | Trần Chung & Gia Dũng                            |                      |
|          | 1975           | Bài hát Hồ Chí Minh giữa thành phố tên vàng       | Thanh Phúc                                       |                      |
|          | 1968           | Bão nổi lên rồi                                   | Trọng Bằng                                       |                      |
|          | 1945           | Bắc Sơn                                           | Văn Cao                                          | [ 26 ] [ 27 ]        |
|          | 1948           | Bà mẹ Gio Linh                                    | Phạm Duy                                         |                      |
|          | 1970           | Bến cảng quê hương tôi                            | Hồ Bắc                                           |                      |
|          |                | Biển gọi                                          | Nguyễn Kim                                       |                      |
|          | 1979           | Biển hát chiều nay                                | Hồng Đăng                                        |                      |
|          |                | Biết ơn chị Võ Thị Sáu                            | Nguyễn Đức Toàn                                  |                      |
|          | 1948           | Bình Trị Thiên khói lửa                           | Nguyễn Văn Thương                                |                      |
|          | 1971           | Bóng cây kơ-nia                                   | Phan Huỳnh Điểu                                  |                      |
|          |                | Bộ đội về làng                                    | Lê Yên & Hoàng Trung Thông                       |                      |
|          | 1979           | Bốn mươi thế kỉ cùng ra trận                      | Hồng Đăng                                        |                      |
|          | 1967           | Bước chân trên dãy Trường Sơn                     | Vũ Trọng Hối                                     |                      |
|          |                | Ca dao mẹ                                         | Trịnh Công Sơn                                   |                      |
|          |                | Ca mừng đời ta tươi đẹp                           | La Thăng                                         |                      |
|          |                | Câu hát bông sen                                  | Thanh Trúc                                       |                      |
|          | 1956           | Câu hò bên bờ Hiền Lương                          | Nhạc: Hoàng Hiệp Lời: Hoàng Hiệp - Đằng Giao     |                      |
|          |                | Chào em cô gái Lam Hồng                           | Ánh Dương                                        |                      |
|          |                | Chào đường 9 anh hùng                             | Huy Thục                                         |                      |
|          |                | Chào sông Mã anh hùng                             | Xuân Giao                                        |                      |
|          | 1968           | Chào anh giải phóng quân, chào mùa xuân đại thắng | Hoàng Vân                                        |                      |
|          | 1968           | Chào quê hương tuyến lửa anh hùng                 | Huy Du & Đại Đồng                                |                      |
|          | 1972           | Chẳng kẻ thù nào ngăn nổi bước ta đi              | Sáng tác: Thanh Phúc Lời thơ: Hải Hồ             |                      |
|          | 1975           | Chiến thắng lẫy lừng Thành phố Hồ Chí Minh        | Trọng Bằng                                       |                      |
|          | 1964           | Chú giải phóng quân cháu xin tặng chú một bài ca  | Vũ Thanh                                         |                      |
|          |                | Chúng ta đã đứng dậy                              | Tôn Thất Lập                                     |                      |
|          | 1967           | Chiếc gậy Trường Sơn                              | Phạm Tuyên                                       |                      |
|          |                | Chiến binh ca vũ khúc                             | Nguyễn Ngọc Thới                                 |                      |
|          |                | Chiến sĩ Rađa trên chốt biên thùy                 | Thuận Yến                                        |                      |
|          |                | Chim hòa bình                                     |                                                  |                      |
|          |                | Chú bộ đội                                        | Hoàng Hà                                         |                      |
|          | Thập niên 1960 | Chưa hết giặc ta chưa về                          | Huy Du                                           |                      |
|          | 1966           | Cô gái mở đường                                   | Xuân Giao                                        |                      |
|          |                | Cô gái Pa-kô                                      | Huy Thục                                         |                      |
|          |                | Cô gái Sài Gòn đi tải đạn                         | Lư Nhất Vũ                                       |                      |
|          | 1965           | Cô gái Thái Bình, cô gái Việt Nam                 | Hoàng Vân, phỏng thơ Huy Cận                     |                      |
|          |                | Con dao làm nương, cây súng giữ bản               | Phan Nhân                                        |                      |
|          | 1965           | Cô gái vót chông                                  | Hoàng Hiệp                                       |                      |
|          |                | Cho một người nằm xuống                           | Trịnh Công Sơn                                   |                      |
|          |                | Cùng anh tiến quân trên đường dài                 | Huy Du và Xuân Sách                              |                      |
|          |                | Cùng hành quân giữa mùa xuân                      | Hoàng Hà                                         |                      |
|          |                | Cuộc đời vẫn đẹp sao                              | Nhạc: Phan Huỳnh Điểu Thơ: Bùi Minh Quốc         |                      |
|          | 1946           | Cương quyết ra đi                                 | Nguyễn Ngọc Bạch                                 |                      |
|          |                | Dân ta vẫn sống                                   | Trịnh Công Sơn                                   |                      |
|          |                | Dâng Người tiếng hát mùa xuân                     | Nguyễn Văn Thương                                |                      |
|          | 1941           | Dậy mà đi                                         | Nhạc: Nguyễn Xuân Tân Thơ: Tố Hữu                |                      |
|          |                | Ơi dòng suối La La                                | Huy Thục                                         |                      |
|          | 1964           | Đánh đích đáng                                    | Ngô Sỹ Hiển                                      |                      |
|          | 1965           | Đào công sự                                       | Nguyễn Đức Toàn                                  |                      |
|          | 1945           | Đoàn Vệ quốc quân                                 | Phan Huỳnh Điểu                                  |                      |
|          |                | Đợi có một ngày                                   | Trịnh Công Sơn                                   |                      |
|          |                | Đồng dao hòa bình                                 | Trịnh Công Sơn                                   |                      |
|          | 1968           | Đông Trường Sơn mừng Tây Trường Sơn               | Đào Việt Hưng                                    |                      |
|          | 1975           | Đất nước trọn niềm vui                            | Hoàng Hà                                         |                      |
|          | 1953           | Đâu có giặc là ta cứ đi (Hành quân xa)            | Đỗ Nhuận                                         |                      |
|          | 1963           | Đẹp mãi tên anh                                   | Vĩnh Lan                                         |                      |
|          |                | Đêm Trường Sơn                                    | Huy Du                                           |                      |
|          |                | Đêm Trường Sơn nhớ Bác                            | Trần Chung                                       |                      |
|          | 1964           | Đi bất cứ nơi đâu Tổ quốc cần                     | Sáng tác: Huy Du Lời thơ: Xuân Miễn              |                      |
|          |                | Điệp khúc tình yêu                                | Trần Tiến                                        |                      |
|          |                | Đồng lúa reo                                      | Tôn Thất Lập                                     |                      |
|          | 1968           | Đường chúng ta đi                                 | Huy Du và Xuân Sách                              |                      |
|          | 1968           | Đường Hồ Chí Minh trên biển                       | Nguyễn Cường                                     |                      |
|          |                | Đường Trường Sơn                                  | Vĩnh An                                          |                      |
|          |                | Đường Trường Sơn chiến công gọi chiến công        | Chu Minh                                         |                      |
|          |                | Đường Trường Sơn xe anh qua                       | Văn Dung                                         |                      |
|          | 1961           | Giải phóng miền Nam                               | Lưu Hữu Phước, Mai Văn Bộ, Huỳnh Văn Tiểng       |                      |
|          |                | Em bé Bảo Ninh                                    | Sáng tác: Trần Hữu Pháp Lời thơ: Nguyễn Văn Dinh |                      |
|          |                | Em bé giải phóng quân                             | Thanh Trúc                                       |                      |
|          | 1968           | Em đang sống những ngày vẻ vang                   | Mộng Lân                                         |                      |
|          | 1966           | Em là con gái má Út Tịch                          | Phan Nhân                                        |                      |
|          |                | Em yêu đất mỏ quê em                              | Bùi Đức Huyền                                    |                      |
|          | 1970           | Gặp nhau trên đỉnh Trường Sơn                     | Hoàng Hà                                         |                      |
|          |                | Giờ hành động                                     | Long Hưng và Hoàng Hiệp                          |                      |
|          | 1975           | Gió sông Hồng gọi nắng sông Hương                 | Văn An                                           |                      |
|          |                | Gửi người chiến sĩ không tên                      | Tố Hải                                           |                      |
|          | 1972           | Hà Nội - Điện Biên Phủ                            | Phạm Tuyên                                       |                      |
|          | 1965           | Hai chị em                                        | Hoàng Vân                                        |                      |
|          | 1955           | Hải cảng về ta                                    | Đinh Ngọc Liên                                   |                      |
|          |                | Hải quân ca                                       | Lê Lam                                           |                      |
|          | 1945           | Hành khúc không quân Việt Nam                     | Văn Cao                                          |                      |
|          |                | Hàng em mang tới chiến hào                        | Lư Nhất Vũ                                       |                      |
|          |                | Hành khúc giải phóng                              | Hoàng Hiệp và Lưu Hữu Phước                      |                      |
|          |                | Hành khúc ngày và đêm                             | Phan Huỳnh Điểu                                  |                      |
|          |                | Hát cho dân tôi nghe                              | Tôn Thất Lập                                     |                      |
|          |                | Hát mãi khúc quân hành                            | Diệp Minh Tuyền                                  |                      |
|          |                | Hát trên đường tranh đấu                          | Trần Long Ẩn                                     |                      |
|          |                | Hát trên những xác người                          | Trịnh Công Sơn                                   |                      |
|          | 1975           | Hát về những thành phố biển                       | Thế Song                                         |                      |
|          | 1975           | Hát vang bài ca toàn thắng                        | Mộng Lân                                         |                      |
|          |                | Hãy giữ gìn lấy Việt Nam                          | Văn Chung                                        |                      |
|          | 1954           | Hò kéo pháo                                       | Hoàng Vân                                        |                      |
|          |                | Hoan hô chú bộ đội                                | Nguyễn Thanh Tùng                                |                      |
|          | 1969           | Huế - Sài Gòn - Hà Nội                            | Trịnh Công Sơn                                   |                      |
|          |                | Huyền thoại mẹ                                    | Trịnh Công Sơn                                   |                      |
|          |                | Kèn xuất trận                                     | Huy Thục                                         |                      |
|          |                | Không ai ngăn nổi lời ca                          | La Hữu Vang                                      |                      |
|          |                | Không rời biển xanh                               | Doãn Nho                                         |                      |
|          |                | Khúc Hát Côn Đảo                                  | Hoài Tố Hạnh                                     |                      |
|          |                | Kỷ niệm không quên                                | Nguyễn Đức Chính                                 |                      |
|          |                | Lá đỏ                                             | Hoàng Hiệp                                       |                      |
|          |                | Lá thư trần thế                                   | Hoài Linh                                        |                      |
|          |                | Lên đường đánh Mỹ                                 | La Thăng                                         |                      |
|          | 1989           | Lời Bác dặn trước lúc đi xa                       | Trần Hoàn                                        |                      |
|          | 1947           | Lập chiến công                                    | Phạm Duy                                         |                      |
|          | 1953           | Lữ hành                                           | Phạm Duy                                         |                      |
|          |                | Màu áo chiến sĩ                                   | Thuận Yến                                        |                      |
|          |                | Màu hoa đỏ                                        | Thuận Yến                                        |                      |
|          |                | Mẹ Việt Nam anh hùng                              | An Thuyên                                        |                      |
|          |                | Miền Nam ơi chúng tôi đã sẵn sàng                 | Lưu Cầu                                          |                      |
|          |                | Miền Nam của em                                   | Hoàng Nguyễn                                     |                      |
|          | 1964           | Mỗi bước ta đi                                    | Thuận Yến                                        |                      |
|          | 1965           | Mỗi bước đi thêm yêu Tổ quốc                      | Tân Huyền                                        |                      |
|          |                | Một buổi sáng mùa xuân                            | Trịnh Công Sơn                                   |                      |
|          |                | Mơ đời chiến sĩ                                   | Lương Ngọc Trác                                  |                      |
|          |                | Mùa xuân em nhớ Tây Nguyên                        | Văn Tấn & Trần Quang Huy                         |                      |
|          |                | Mùa xuân nho nhỏ                                  | Thơ: Thanh Hải Nhạc: Trần Hoàn                   |                      |
|          |                | Mùa xuân trên quê hương                           | Hoài Mai                                         |                      |
|          | 1975           | Mùa xuân trên thành phố Hồ Chí Minh               | Xuân Hồng                                        |                      |
|          | 1968           | Mỹ - Ngụy no đòn                                  | Doãn Nho                                         |                      |
|          | 1971           | Năm anh em trên một chiếc xe tăng                 | Doãn Nho                                         | [ 28 ]               |
|          |                | Ngày mai chúng mình ra trận                       | Nhạc: Hoài Tố Hạnh Lời: Trần Đăng Khoa           |                      |
|          |                | Niềm vui người thợ dệt                            | Nguyễn Mạnh Thường                               |                      |
|          |                | Nguyễn Văn Trỗi, người chiến thắng là anh         | Vladimir Ferrer và Đỗ Nhuận                      |                      |
|          |                | Nguyễn Viết Xuân cả nước yêu thương               | Nguyễn Đức Toàn                                  |                      |
|          | 1969           | Người chiến sĩ ấy                                 | Hoàng Vân                                        |                      |
|          |                | Người con gái Pa-kô                               | Trí Thanh                                        |                      |
|          | 1947           | Người Hà Nội                                      | Nguyễn Đình Thi                                  |                      |
|          |                | Người mẹ Bàn Cờ                                   | Nhạc: Trần Long Ẩn Thơ: Nguyễn Kim Ngân          |                      |
|          | 1969           | Người mẹ miền Nam tay không thắng giặc            | Thuận Yến                                        |                      |
|          |                | Người lái đò trên sông Pô-kô                      | Cầm Phong & Mai Trang                            |                      |
|          |                | Người thầy giáo thương binh                       | Nguyễn Đức Toàn                                  |                      |
|          | 1951           | Nhanh tay lưới, chắc tay súng                     | Trần Thụ                                         |                      |
|          | 1951           | Nhạc rừng                                         | Hoàng Việt                                       |                      |
|          |                | Nhớ anh Giải phóng quân                           | Nguyễn Thơ                                       |                      |
|          |                | Người đi xây hồ Kẻ Gỗ                             | Nguyễn Văn Tý                                    |                      |
|          |                | Nhân dân Việt - Lào là anh em                     | Văn Ký                                           |                      |
|          | 1975           | Như có Bác trong ngày đại thắng                   | Phạm Tuyên                                       |                      |
|          |                | Như hoa Chăm-pa                                   | Ngọc Thanh                                       |                      |
|          |                | Như thể mẹ hiền                                   | Nguyễn Xuân Khoát                                |                      |
|          |                | Những bông hoa trên tuyến lửa                     | Đỗ Trung Quân                                    |                      |
|          | 1970           | Những cánh chim Hồng Gấm                          | Phạm Tuyên                                       |                      |
|          |                | Những người con gái đồng chiêm                    | Phạm Tuyên                                       |                      |
|          |                | Những tiếng ca vang trên đất này                  | Nguyễn Đức Toàn                                  |                      |
|          | 1968           | Nối vòng tay lớn                                  | Trịnh Công Sơn                                   |                      |
|          |                | Nơi em gặp anh                                    | Hoàng Hiệp                                       |                      |
|          | 1968           | Nổi lửa lên em                                    | Huy Du                                           |                      |
|          |                | Nụ cười và tiếng hát                              | Hoàng Vân                                        |                      |
|          | 1963           | Nửa đêm biên giới                                 | Anh Bằng                                         |                      |
|          | 1944           | Phất cờ nam tiến                                  | Hoàng Văn Thái                                   |                      |
|          | 1971           | Ơi dòng suối La La                                | Huy Thục                                         |                      |
|          | 1965           | Phi đội ta xuất kích                              | Tường Vi                                         |                      |
|          |                | Qua sông                                          | Phạm Minh Tuấn                                   |                      |
|          | 1971           | Qua cầu Tùng Cốc                                  | Nhạc: Hoàng Hiệp Thơ: Phạm Tiến Duật             |                      |
|          | 1974           | Quân đội ta quân đội anh hùng                     | Văn An                                           |                      |
|          | 1956           | Quê em bừng sáng                                  | Mộng Lân                                         |                      |
|          |                | Quê hương anh bộ đội                              | Xuân Oanh                                        |                      |
|          |                | Quê ta từ đất dấy lên                             | Đỗ Nhuận                                         |                      |
|          |                | Quê tôi giải phóng                                | Văn Chung                                        |                      |
|          |                | Rừng lá thấp                                      | Trần Thiện Thanh                                 |                      |
|          |                | Rừng xanh vang tiếng Ta lư                        | Phương Nam                                       |                      |
|          | 1968           | Sài Gòn quật khởi                                 | Hồ Bắc                                           |                      |
|          | 1964           | Sẵn sàng bắn                                      | Tô Hải                                           |                      |
|          | 1964           | Sẵn sàng chiến đấu                                | Lưu Hữu Phước                                    |                      |
|          |                | Sợi nhớ sợi thương                                | Phan Huỳnh Điểu                                  |                      |
|          | 1963           | Ta là chiến sĩ Giải Phóng quân                    | Văn Lưu và Triều Dâng                            |                      |
|          |                | Ta thấy gì đêm nay                                | Trịnh Công Sơn                                   |                      |
|          |                | Ta đi trong nắng mới                              | Lương Ngọc Trác                                  |                      |
|          |                | Tàu anh qua núi                                   | Phan Lạc Hoa                                     |                      |
|          |                | Tấm áo chiến sĩ mẹ vá năm xưa                     | Nguyễn Văn Tý                                    |                      |
|          |                | Thành phố chúng ta, nhà máy chúng ta              | Hoàng Vân                                        |                      |
|          | 1958           | Tiến bước dưới quân kỳ                            | Doãn Nho                                         |                      |
|          |                | Tiến lên chiến sĩ đồng bào                        | Huy Thục                                         |                      |
|          |                | Tiến lên toàn thắng                               | Lê Lan                                           |                      |
|          |                | Tiễn thầy đi bộ đội                               | Phạm Tuyên                                       |                      |
|          |                | Tiếng đàn Ta lư                                   | Huy Du                                           |                      |
|          | 1971           | Tiến lên thanh niên thế hệ Hồ Chí Minh            | Văn Ký                                           |                      |
|          |                | Tiếng gõ phàng trên biển quê ta                   | Vũ Ân Khoa                                       |                      |
|          | Thập niên 1960 | Tiếng hát bên lò                                  | Huy Du                                           |                      |
|          |                | Tiếng hát người lái xe                            | Nguyễn Đức Toàn                                  |                      |
|          | 1960           | Tiếng nói Hà Nội                                  | Nhạc: Văn An Lời: Cảnh Trà                       |                      |
|          | 1968           | Tiếng đàn Ta Lư                                   | Huy Thục                                         |                      |
|          | 1972           | Tên lửa ta đánh rất hay                           | Huy Thục                                         |                      |
|          | 1957           | Tình ca                                           | Hoàng Việt                                       |                      |
|          |                | Tình nghĩa Bắc Nam                                | Nguyễn Văn Sanh                                  |                      |
|          | 1949           | Tình vệ quốc                                      | Nguyễn Đức Toàn                                  |                      |
|          |                | Tiếng hát những đêm không ngủ                     | Phạm Tuyên                                       |                      |
|          |                | Tiếng hát người nữ du kích Củ Chi                 | Lưu Cầu                                          |                      |
|          | 1949           | Tiểu đoàn 307                                     | Nguyễn Hữu Trí                                   |                      |
|          |                | Theo lời Bác gọi                                  | Nguyễn Xuân Khoát                                |                      |
|          |                | Thị trấn về đêm                                   | Huy Phong                                        |                      |
|          |                | Thề quyết bảo vệ Tổ quốc                          | Huy Du                                           |                      |
|          |                | Thuyền em đi trong đêm                            | Nguyễn Phú Yên                                   |                      |
|          | 1966           | Tiếng chày trên sóc Bom Bo                        | Xuân Hồng                                        |                      |
|          |                | Tổ quốc tôi chưa đẹp thế bao giờ                  | Nhạc: Nguyễn Văn Thương Thơ: Tố Hữu              |                      |
|          |                | Tổ quốc ơi ta đã nghe                             | La Hữu Vang                                      |                      |
|          |                | Tổ quốc yêu thương                                | Hồ Bắc                                           |                      |
|          | 1962           | Tôi là Lê Anh Nuôi                                | Đàm Thanh                                        |                      |
|          | 1975           | Tôi người lái xe                                  | An Chung                                         |                      |
|          |                | Trúng rồi các cụ ta ơi                            | Nguyễn Văn Tý                                    |                      |
|          | 1971           | Từ Đông Hà qua Bản Đông                           | Trần Trung                                       |                      |
|          | 1972           | Ta tự hào đi lên ôi Việt Nam                      | Nhạc: Chu Minh Thơ: Hoàng Trung Thông            |                      |
|          | 1968           | Tự hào là em các anh                              | Phạm Tuyên                                       |                      |
|          |                | Từ mặt đất thân yêu                               | Tô Hải                                           |                      |
|          | 1971           | Từ một ngã tư đường phố                           | Phạm Tuyên                                       |                      |
|          | 1968           | Tự nguyện                                         | Trương Quốc Khánh                                |                      |
|          |                | Tưởng như còn người yêu                           | Phạm Duy, phổ thơ Lê Thị Ý                       |                      |
|          |                | Từng bước đi vững chắc                            | Văn Chung                                        |                      |
|          |                | Trai anh hùng, gái đảm đang                       | Đỗ Nhuận                                         |                      |
|          |                | Trăng sáng đôi miền                               | An Chung                                         |                      |
|          |                | Trên dòng sông lịch sử                            | Nguyễn Nam                                       |                      |
|          | 1960           | Trên đỉnh Trường Sơn ta hát                       | Huy Du                                           |                      |
|          | 1971           | Trường Sơn Đông, Trường Sơn Tây                   | Hoàng Hiệp, phổ thơ Phạm Tiến Duật               |                      |
|          |                | Vang mãi khúc quân hành                           | Diệp Minh Tuyền                                  |                      |
|          | 1967           | Về đây với đường tàu                              | Lưu Cầu                                          |                      |
|          | 1960           | Việt Nam - Cuba                                   | Hoàng Vân                                        |                      |
|          |                | Đất nước tình yêu                                 | Lệ Giang                                         |                      |
|          | 1976           | Việt Nam ơi! Mùa xuân đến rồi                     | Huy Du                                           |                      |
|          |                | Việt Nam sáng ngời chân lý và niềm tin            | Nguyễn Chí Vũ                                    |                      |
|          |                | Vinh quang tổ quốc ta                             | Đinh Quang Hợp                                   |                      |
|          | 1981           | Vết chân tròn trên cát                            | Trần Tiến                                        |                      |
|          | 1951           | Vì hôm nay đời vui tiếng hát                      | Vũ Thanh                                         |                      |
|          | 1951           | Vì nhân dân quên mình                             | Doãn Quang Khải                                  |                      |
|          | 1956           | Vì miền Nam                                       | Huy Thục                                         |                      |
|          | 1965           | Việt Nam muôn năm (Việt Nam Tổ quốc ta anh hùng)  | Hoàng Vân                                        |                      |
|          | 1975           | Việt Nam ngày đại thắng                           | Vũ Thanh                                         |                      |
|          | 1966           | Vui mở đường                                      | Đỗ Nhuận                                         | [ 29 ]               |
|          | 1964           | Vui mùa chiến thắng                               | Văn Chừng - Lam Lương                            |                      |
|          | 1966           | Vùng lên giành chính quyền về tay nhân dân        | Doãn Nho                                         |                      |
|          |                | Vượt núi                                          | Hoàng Vân                                        |                      |
|          |                | Vượt trùng dương                                  | Nguyễn Văn Tý                                    |                      |
|          | 1966           | Tiến về Sài Gòn                                   | Lưu Hữu Phước                                    |                      |
|          |                | Xe ta đi trong đêm Trường Sơn                     | Tân Huyền                                        |                      |
|          | 1963           | Xuân chiến khu                                    | Xuân Hồng                                        |                      |
|          |                | Xuân chiến thắng                                  | Đinh Ngọc Liên                                   |                      |
|          | Thập niên 1960 | Xuân này con không về                             | Trịnh Lâm Ngân                                   |                      |
|          |                | Mùa xuân trên Tây Nguyên                          | Phạm Trọng Cầu                                   |                      |
|          | 1967           | Anh Tiền Tuyến, Em Hậu Phương                     | Minh Kỳ                                          |                      |

## Ngôn ngữ khác
- "8th of November" - Big and Rich (2006)
- "19" – Paul Hardcastle (1985)
- "2 + 2 = ?" – Bob Seger System (1968)
- "50,000 Names" - George Jones (2001)
- "Alice's Restaurant Massacree" – Arlo Guthrie (1967)
- "American Woman" – The Guess Who (1970)
- "Ball of Confusion (That's What the World Is Today)" – The Temptations (1970)
- "Battle Hymn of Lt. Calley" by Terry Nelson (1971)
- "The Big Parade" - 10,000 Maniacs (1989)
- "Billy Don't Be a Hero" – Paper Lace (also recorded by Bo Donaldson and The Heywoods) (1974)
- "Black Steel in the Hour of Chaos" – Public Enemy (1989)
- "Born in the USA" – Bruce Springsteen (1984)
- "Bring The Boys Home" – Freda Payne (1971)
- "Bring Them Home" – Pete Seeger (1966)
- "Calley" - Dog Faced Hermans (1994)
- "Civil War" – Guns N' Roses (1990)
- "Charlie Don't Surf" – The Clash (1980)
- "Child in Time" - Deep Purple (1970)
- "Commando - The Ramones (1977)
- "Copperhead Road - Steve Earle (1988)
- "Daddy Won't Be Home Anymore" - Dolly Parton (1988)
- "Dear Uncle Sam" - Loretta Lynn (1965)
- "Five To One" - The Doors (1968)[citation needed]
- "Fortunate Son" – Creedence Clearwater Revival (1969)
- "For What It's Worth (Stop, What's That Sound?)" - Buffalo Springfield (1967)
- "Human Being Lawnmower" - MC5
- "The Grave" – Don McLean (1971)
- "Galveston" - Glen Campbell (1969)
- "Goodnight Saigon" - Billy Joel (1981)
- "The Great Compromise" - John Prine (1972)
- "Guns, Guns, Guns" – The Guess Who (1972)[citation needed]
- "Happy Xmas (War is Over)" – John Lennon (1971)
- "Harvest for the World" – The Isley Brothers (1976)
- "Hello Vietnam" - Johnnie Wright (1965)
- "I Ain't Marching Anymore" – Phil Ochs (1965)
- "I Don't Wanna Go To Vietnam" – John Lee Hooker (1968)
- "I-Feel-Like-I'm-Fixin'-To-Die Rag" – Country Joe and the Fish (1967)
- "I Should Be Proud" – Martha and the Vandellas (1970)
- "I Was Only Nineteen (A Walk in the Light Green)" – Redgum (1983)
- "Inoculated City" – The Clash (1982)
- "It Better End Soon" - Chicago (1970)
- "Jimmy Newman" – Tom Paxton (1969)
- "Jimmy's Road" - Willie Nelson (1965)
- "Johnny Come Lately" - Steve Earle (1988)
- "Kill for Peace" – The Fugs (1966)
- "Kim's Nightmare" - Miss Saigon Soundtrack (1989)
- "Last Train to Nuremberg" – Pete Seeger (1970)
- "Lyndon Johnson Told The Nation" – Tom Paxton (1965)
- "Machine Gun" - Jimi Hendrix (1970)
- "March to the Witch's Castle" - Funkadelic (1973)
- "Moratorium" - Buffy Sainte-Marie (1971)
- "More Than a Name on a Wall" - The Statler Brothers (1989)
- "My Son John" – Tom Paxton (1966)
- "Orange Crush" – R.E.M. (1988)
- "People, Let's Stop the War" – Grand Funk Railroad (1971)
- "Raymond" - Brad Elderedge (2010)
- "Readjustment Blues" - John Denver (1972)
- "Rooster" - Alice in Chains
- "Ruby, Don't Take Your Love To Town" – Kenny Rogers & The First Edition (1969)
- "Running Gun Blues" – David Bowie (1970)
- "Saigon ist frei" - Oktoberklub (Sài Gòn được giải phóng - 1975)
- "Saigon Bride" – Joan Baez (1967)
- "Sam Stone" – John Prine (1971)
- "Seek And Destroy" – Metallica (1983)
- "Simple Song of Freedom" – Bobby Darin (1968)
- "Sky Pilot" – Eric Burdon and The Animals (1968)
- "Smiley" - Ronnie Burns (1969)
- "Something to Believe In" - Poison (1990)
- "Still in Saigon" - the Charlie Daniels Band (1982)
- "Stoned Love" – The Supremes (1970)
- "Straight to Hell" – The Clash (1982)
- "Susan on the West Coast" - Donovan (1969)
- "Sweet Cherry Wine" - Tommy James and the Shondells (1969)
- "Talkin' Vietnam" – Phil Ochs (1964)
- "That Old Porch Swing" - Eddy Arnold (2005)
- "Three-Five-Zero-Zero" from the musical, Hair (1968)
- "Travelin' Soldier" – Dixie Chicks (2002)
- "Unknown Soldier" – The Doors (1968)
- "The Wall" - Bruce Springsteen (2003)
- "This Ain't Nothing" - Craig Morgan (2010)
- "To Susan On The West Coast Waiting" – Donovan
- "Uncommon Valor: A Vietnam Story" – Jedi Mind Tricks (2006)
- "Vietcong Blues" - Junior Wells (1966)
- "Vietnam" – Phil Ochs (1962)
- "Vietnam" – Jimmy Cliff (1970)
- "Vietnam Blues" - Kris Kristofferson (1966)
- "Vietnam Glam" - Indochine (1993)
- "Volunteers - Jefferson Airplane (1969)
- "Waist Deep in the Big Muddy" - Pete Seeger (1967)
- "War" - Edwin Starr (1970)
- "War Games" - the Monkees (1968)
- "Wasted Life" – Stiff Little Fingers (1978)
- "The War Is Over" - Phil Ochs (1968)
- "War Pigs" – Black Sabbath (1971)
- "White Boots Marching In A Yellow Land" – Phil Ochs (1968)
- "Where Are You Now, My Son?" – Joan Baez (1973)
- "Wild Irish Rose" - George Jones (1998)
- "World of Trouble" - Molly Hatchet (1998)